# Kombinacja norweska na Mistrzostwach Świata Juniorów w Narciarstwie Klasycznym 2016
Kombinacja norweska na Mistrzostwach Świata Juniorów w Narciarstwie Klasycznym 2016 odbyła się w dniach 23-26 lutego 2016 roku w rumuńskim Râșnovie. Zawodnicy rywalizowali w trzech konkurencjach: sprincie, zawodach metodą Gundersena oraz zawodach drużynowych.

## Wyniki

### Gundersen HS100/10 km
23 lutego
| Pozycja | Zawodnik              | Narodowość | Czas    |
| ------- | --------------------- | ---------- | ------- |
|         | Bernhard Flaschberger | Austria    | 28:02,1 |
|         | Vinzenz Geiger        | Niemcy     | +59,6   |
|         | Terence Weber         | Niemcy     | +1:08,5 |
| 4.      | Eero Hirvonen         | Finlandia  | +1:08,8 |
| 5.      | Noa Mraz              | Austria    | +2:37,3 |
| 6.      | Martin Hahn           | Niemcy     | +3:02,0 |
| 7.      | Kristjan Ilves        | Estonia    | +3:06,6 |
| 8.      | Ryōta Yamamoto        | Japonia    | +3:08,4 |
| 9.      | Samuel Mraz           | Austria    | +3:30,2 |
| 10.     | Leif Torbjørn Næsvold | Norwegia   | +3:47,5 |

### Sprint HS100/5 km
25 lutego
| Pozycja | Zawodnik              | Narodowość | Czas    |
| ------- | --------------------- | ---------- | ------- |
|         | Tomáš Portyk          | Czechy     | 11:01,5 |
|         | Terence Weber         | Niemcy     | +5,1    |
|         | Kristjan Ilves        | Estonia    | +5,4    |
| 4.      | Lukáš Daněk           | Czechy     | +48,4   |
| 5.      | Hidefumi Denda        | Japonia    | +49,4   |
| 6.      | Bernhard Flaschberger | Austria    | +53,9   |
| 7.      | Vinzenz Geiger        | Niemcy     | +57,6   |
| 8.      | Philip Beikircher     | Austria    | +1:00,7 |
| 9.      | Aaron Kostner         | Włochy     | +1:04,7 |
| 10.     | Ondřej Pažout         | Czechy     | +1:07,4 |

### Sztafeta HS100/4x5 km
26 lutego
| Pozycja | Państwo           | Zawodnicy                                                                            | Czas    |
| ------- | ----------------- | ------------------------------------------------------------------------------------ | ------- |
|         | Austria           | Florian Dagn Noa Mraz Samuel Mraz Bernhard Flaschberger                              | 57:31,8 |
|         | Niemcy            | Martin Hahn Tim Kopp Terence Weber Vinzenz Geiger                                    | +1:26,3 |
|         | Finlandia         | Wille Karhumaa Atte Korhonen Mikko Hulkko Eero Hirvonen                              | +2:44,5 |
| 4.      | Czechy            | Ondřej Pažout Lukáš Daněk Tomáš Portyk David Zámek                                   | +3:15,5 |
| 5.      | Norwegia          | Lars Ivar Skårset Petter Løset Skodjereite Leif Torbjørn Næsvold Einar Lurås Oftebro | +3:58,6 |
| 6.      | Stany Zjednoczone | Jasper Good Jared Shumate Stephen Schumann Ben Loomis                                | +5:33,5 |
| 7.      | Japonia           | Hisaki Nagamine Yūto Nakamura Hidefumi Denda Ryōta Yamamoto                          | +5:35,0 |
| 8.      | Rosja             | Tigran Surmalian Iwan Szarutin Witalij Iwanow Aleksandr Owsiannikow                  | +7:07,7 |
| 9.      | Włochy            | Luca Gianmoena Aaron Kostner Mirco Sieff Martin Taschler                             | +8:14,5 |
| 10.     | Estonia           | Andreas Ilves Klaus Mark Kolpakov Ivo-Niklas Hermanson Kristjan Ilves                | +8:49,1 |

## Klasyfikacja medalowa
| Miejsce | Państwo   |   |   |   | złoto · srebro · brąz |
| ------- | --------- | - | - | - | --------------------- |
| 1.      | Austria   | 2 | 0 | 0 | 2                     |
| 2.      | Czechy    | 1 | 0 | 0 | 1                     |
| 3.      | Niemcy    | 0 | 3 | 1 | 4                     |
| 4.      | Estonia   | 0 | 0 | 1 | 1                     |
| 4.      | Finlandia | 0 | 0 | 1 | 1                     |